# Нежа Чекруни
Нежа Чекруни (арап. نزهة الشقروني; Мекнес, 1955) је виша сарадница за напредно лидерство на Универзитету Харвард и доктор лингвистике Сорбоне у Паризу.

## Каријера
Рођена је 1955. године у Мекнесу.
Била је политичарка Социјалистичке уније народних снага Марока и делегат – министар за Мароканце који живе у иностранству у влади Дриса Џетуа (2002—2007), делегат – министар за услове жена, заштиту породице и деце и државна секретарка за особе са инвалидитетом у влади Абдерахмана Јусуфија (1998—2002). 
Од јануара 2009. је амбасадорка Марока у Канади.
Била је професорка лингвистике на Факултету уметности и друштвених наука Универзитета у Мекнесу.